# Calvin Peete
Calvin Peete (18 juillet 1943 - 29 avril 2015) était un golfeur professionnel américain. Il a été le joueur afro-américain le plus titré sur le PGA Tour, avec douze victoires, avant l'émergence de Tiger Woods. Peete a remporté le Players Champhionship en 1985 et a terminé dans le top-5 sur la liste des gains du PGA Tour à trois reprises : 1982, 1983 et 1985. Il a été classé parmi les dix meilleurs joueurs au classement mondial. 

## Biographie
Peete est né à Détroit au sein d'une fratrie de neuf enfants. Ses parents se séparent lorsqu'il a onze ans et sa mère l'emmène avec deux de ses sœurs auprès de leur grand-mère dans le Missouri, espérant trouver du travail à Chicago pour ensuite venir les récupérer. Leur mère ne refaisant pas surface, les enfants retournent auprès de leur père et s'installent en Floride. Après une adolescence difficile, Peete part gagner sa vie comme colporteur dans des camps d'itinérants sur la Côte Est. 
Peete n'a commencé à jouer au golf qu'à l'âge de 20 ans, mais a immédiatement excellé dans un jeu que la plupart des pros abordent quand ils sont jeunes. Il apprend le jeu en jouant sur le parcours public de Genesee Valley Park et en lisant des livres de techniques. Issu d'un milieu pauvre, et ayant un accès limité aux soins médicaux dans sa jeunesse, Peete subit une grave fracture du bras et de l'épaule à la suite d'une chute d'arbre à l'âge de douze ans, qui n'est pas correctement soignée. Des joueurs et enseignants tels que Johnny Miller et Butch Harmon partagent l'opinion selon laquelle les séquelles de cette blessure (qui l'empêchent d'étendre complètement le bras) ont contribué à sa régularité, et lui ont permis d'être leader en précision au driving sur le PGA Tour pendant dix années consécutives, de 1981 à 1990. Il a également mené trois fois la catégorie « greens en régulation ».
Il joue dans les équipes américaines de Ryder Cup en 1983 et 1985 (4 victoires, 2 défaites, 1 match-nul). Il gagne le trophée Vardon pour la moyenne de score la plus basse en 1984 et a été dans le top 10 du classement officiel mondial du golf pendant plusieurs semaines lors des débuts du classement en 1986. 
Peete est intronisé au African American Ethnic Sports Hall of Fame en 2002. Il est décédé d'un cancer du poumon, à Atlanta, en Géorgie, le 29 avril 2015 à l'âge de 71 ans.  

## Famille
Peete et sa première épouse, Christine, dont il se sépare en 1987, sont les parents de Charlotte, Calvin, Rickie, Dennise, Nicole et Kalvanetta Peete. Il se remarie à Pepper Peete avec qui il a deux filles, Aisha et Aleya. Il est le cousin de l'ancien quarter-back Rodney Peete et de l'entraîneur en NFL Skip Peete.

## Victoires professionnelles (14)

### Victoires sur le PGA Tour (12)
| Légende                         |
| Players Championships (1)       |
| Autre tournois du PGA Tour (11) |

| No. | Date             | Tournoi                              | Score gagnant     | Par | Marge   | Deuxième(s)                              |
| --- | ---------------- | ------------------------------------ | ----------------- | --- | ------- | ---------------------------------------- |
| 1   | 15 juillet 1979  | Greater Milwaukee Open               | 69-67-68-65 = 269 | −19 | 5 coups | Victor Regalado, Jim Simons, Lee Trevino |
| 2   | 11 juillet 1982  | Greater Milwaukee Open (2)           | 70-66-69-69 = 274 | −14 | 2 coups | Victor Regalado                          |
| 3   | 25 juillet 1982  | Anheuser-Busch Golf Classic          | 66-68-69 = 203    | −10 | 2 coups | Bruce Lietzke                            |
| 4   | 5 septembre 1982 | B.C. Open                            | 69-63-64-69 = 265 | −19 | 7 coups | Jerry Pate                               |
| 5   | 24 octobre 1982  | Pensacola Open                       | 65-66-72-65 = 268 | −16 | 7 coups | Dan Halldorson, Hal Sutton               |
| 6   | 22 mai 1983      | Georgia-Pacific Atlanta Golf Classic | 68-75-63 = 206    | −10 | 2 coups | Chip Beck, Jim Colbert, Don Pooley       |
| 7   | 24 juillet 1983  | Anheuser-Busch Golf Classic (2)      | 66-75-66-69 = 276 | -8  | 1 coup  | Tim Norris                               |
| 8   | 7 octobre 1984   | Texas Open                           | 67-67-66-66 = 266 | −14 | 3 coups | Bruce Lietzke                            |
| 9   | 20 janvier 1985  | Phoenix Open                         | 65-65-72-68 = 270 | −14 | 2 coups | Morris Hatalsky, Doug Tewell             |
| 10  | 31 mars 1985     | The Players Champhionship            | 70-69-69-66 = 274 | −14 | 3 coups | DA Weibring                              |
| 11  | 11 janvier 1986  | MONY Tournament of Champions         | 68-67-64-68 = 267 | −21 | 6 coups | Mark O'Meara                             |
| 12  | 23 mars 1986     | USF&G Classic                        | 68-67-66-68 = 269 | −19 | 5 coups | Pat McGowan                              |

Résultats en play-off sur le PGA Tour (0-1)
| No. | Année | Tournoi      | Adversaire     | Résultat                                               |
| --- | ----- | ------------ | -------------- | ------------------------------------------------------ |
| 1   | 1986  | Houston Open | Curtis Strange | Perd contre un birdie au troisième trou supplémentaire |

### Tour Japonais (2)
| Non. | Date             | Tournoi                          | Score gagnant     | Au pair | Écart                         | Finalistes                     |
| ---- | ---------------- | -------------------------------- | ----------------- | ------- | ----------------------------- | ------------------------------ |
| 1    | 7 novembre 1982  | Gold Win Cup Japon vs États-Unis | 66-68 = 134       | −10     | Titre partagé avec Bob Gilder | Titre partagé avec Bob Gilder  |
| 2    | 21 novembre 1982 | Tournoi Dunlop Phoenix           | 73-69-67-72 = 281 | -7      | 3 coups                       | Seve Ballesteros, Larry Nelson |

## Résultats dans les Majeurs
| Tournoi          | 1976 | 1977 | 1978 | 1979 | 1980 | 1981 | 1982 | 1983 | 1984 | 1985 | 1986 | 1987 | 1988 |
| ---------------- | ---- | ---- | ---- | ---- | ---- | ---- | ---- | ---- | ---- | ---- | ---- | ---- | ---- |
| Masters          |      |      |      |      | T19  | T21  | T30  | 49   | T15  | T31  | T11  | T33  |      |
| US Open          | T23  |      |      | T11  | T28  | T14  | T10  | T4   |      |      | T24  | CUT  |      |
| PGA Championship |      |      |      | T42  |      | T43  | T3   | T36  | 4    | T18  | T30  | WD   | T38  |

Note: Peete n'a jamais joué à The Open Championship .

WD = abandon  

CUT = Cut manqué à mi-tournoi   

"T" = égalité 

### Résumé
| Tournoi             | Victoires | 2e | 3e | Top 5 | Top 10 | Top-25 | Événements | Coupes effectuées |
| ------------------- | --------- | -- | -- | ----- | ------ | ------ | ---------- | ----------------- |
| Tournoi des Maîtres | 0         | 0  | 0  | 0     | 0      | 4      | 8          | 8                 |
| US Open             | 0         | 0  | 0  | 1     | 2      | 6      | 8          | 7                 |
| L'Open Championship | 0         | 0  | 0  | 0     | 0      | 0      | 0          | 0                 |
| Championnat PGA     | 0         | 0  | 1  | 2     | 2      | 3      | 9          | 8                 |
| Totaux              | 0         | 0  | 1  | 3     | 4      | 13     | 25         | 23                |

- Plus grand nombre de cuts passés - 22 (US Open 1976 - Masters 1987)
- Plus grand nombre de tops 10 consécutifs - 2 (US Open de 1982 - PGA de 1982)

## The Players Championship

### Victoires (1)
| Année | Championnat              | 54 trous          | Score gagnant           | Marge   | Finaliste   |
| ----- | ------------------------ | ----------------- | ----------------------- | ------- | ----------- |
| 1985  | The Players Championship | A égalité en tête | −14 (70-69-69-66 = 274) | 3 coups | DA Weibring |

### Résultats
| Tournoi                  | 1977 | 1978 | 1979 | 1980 | 1981 | 1982 | 1983 | 1984 | 1985 | 1986 | 1987 | 1988 | 1989 | 1990 | 1991 | 1992 | 1993 | 1994 | 1995 |
| ------------------------ | ---- | ---- | ---- | ---- | ---- | ---- | ---- | ---- | ---- | ---- | ---- | ---- | ---- | ---- | ---- | ---- | ---- | ---- | ---- |
| The Players Championship | CUT  | CUT  | CUT  | T70  | T29  | T41  | T35  |      | 1    | CUT  | CUT  | T16  | CUT  | T46  | 76   | WD   | CUT  | WD   | WD   |

## Apparitions de l'équipe nationale américaine
- Ryder Cup : 1983 (vainqueurs), 1985
- Nissan Cup : 1985 (vainqueurs), 1986